# Kirov oblast
Kirov oblast (russisk: Кировская область, tr. Kirovskaja oblast) er en af 46 oblaster i Den Russiske Føderation. Oblasten har et areal på 120.374 km² og 1.129.935 (2024) indbyggere. Det administrative center i oblasten er placeret i byen Kirov, der også er oblastens største by med 471.754 (2023) indbyggere. Andre større byer i oblasten er Kirovo-Tjepetsk, (russisk: Кирово-Чепецк), der har 63.979 (2025) indbyggere, og Vjatskije Poljany, (russisk: Вятские Поляны) med 29.742 (2021) indbyggere.

## Geografi
Kirov oblast ligger i den nordøstlige del af Østeuropæiske Slette i den centrale-østlige del af europæisk Rusland. Oblastent strækker sig 570 km fra nord til syd og 440 km fra vest til øst.
Oblasten grænser op til Arkhangelsk oblast og Republikken Komi i nord, Perm kraj i nord og øst, Republikken Udmurtien i øst og Republikken Tatarstan, Republikken Marij El, Nizjnij Novgorod oblast, Kostroma oblast og Vologda oblast i vest.
Afstand fra byen Kirov til Moskva er 896 km.